# Herrens veje
Herrens veje (br: Os Caminhos do Senhor) é uma série de televisão dinamarquesa criada por Adam Price e produzida em 2017 pela Danmarks Radio.
No Brasil, a série está disponível na Netflix.

## Elenco
- Lars Mikkelsen ... Johannes
- Simon Sears ... Christian
- Ann Eleonora Jørgensen ... Elisabeth
- Fanny Louise Bernth ... Emilie
- Joen Højerslev ... Svend
- Camilla Lau ... Amira
- Morten Hee Andersen ... August
- Maj-Britt Mathiesen ... Lotte
- Johanne Dal-Lewkovitch ... Naja
- Solbjørg Højfeldt ... Nete

## Prêmios e indicações
Herrens veje recebeu o prêmio como a "Série de TV do Ano" no Robert prisen 2018. Na mesma ocasião, Lars Mikkelsen ganhou o prêmio na categoria "Melhor Ator em Série Dramática" e Ann Eleonora Jørgensen na categoria "Melhor Atriz em Série Dramática".
Lars Mikkelsen recebeu um Emmy de Melhor Ator na cerimônia de premiação em 19 de novembro de 2018. A série ganhou no International Drama Awards em Londres um prêmio na categoria "Melhor Série de Drama em Língua Não Inglesa".